# Ларс Толумній
Ларс Толумній (*д/н —між 437 до н. е. та 432 до н. е.) — цар міста-держави Вейї — суперника Стародавнього Риму.

## Життєпис
Походив з етруського аристократичного роду Толумніїв (або Тулумніїв). Про батьків йог нічого не відомо. також не відомо про ім'я Толумнія. Успадкував титул царя (ларса). Очолював коаліцію еструських міст східної та центральної Етрурії. У 437 році до н. е. втрутився у конфлікт у Фіденах, місцеві мешканці яких повстали проти влади Римської республіки. Про перебіг війни замало відомостей. Зрештою у 432 році до н. е. відбулася вирішальна битва між 437 до н. е. та 432 до н. е. біля ріки Аніо. Тут у герці Толумнія було вбито військовим трибуном Авлом Корнелієм Коссом. З цього моменту починається занепад міста-держави Вейї.